# تمغا جرئت
تمغا جرئت (اردو: تمغا جرئت، به اختصار "TJ") چهارمین جایزهٔ افتخاری ارتش پاکستان است. این جایزه برای نظامی‌های است که آنان درگیر جنگ مسلحانه با دشمن جمهوری اسلامی پاکستان است. این جایزه در ۱۶ مارس ۱۹۵۷ (میلادی) بعد از تبدیل شدن نظام پاکستان به جمهوری اسلامی ایجاد شد.